# ヒ酸水素鉛(II)
ヒ酸水素鉛(II)（ヒさんすいそなまり に、英: lead(II) hydrogenarsenate）は鉛のヒ酸塩で、化学式 PbHAsO4 で表される無機化合物。

## 用途
アメリカ合衆国、オーストラリア、カナダ、ニュージーランド、イングランド、フランス、北アフリカで、野菜・ゴム・コーヒー・芝生の農場での蛾の駆除、牛舎での蚊の駆除に使用された。アメリカでの生産量は最盛期の1937年が28,700トンで、それ以降は急速に減少した。1930年代に、アメリカでヒ酸水素鉛(II)の使用を制限する動きがあったが、リンゴの生産者団体などによる強い抵抗があり、全面使用禁止となるまでには1988年までかかった。
日本では戦前より農薬として使われており、1948年9月27日には登録制度ができて第1号の農薬登録を受けた。接触毒性を持ち、果樹のハマキムシやコガネムシ、野菜のヨトウガやシンクイムシに対する殺虫剤として使われた。ミカンに対しては、酸味を抑える減酸剤として違法に使用された。1956年には農薬残留許容量が登録された農薬の中で最も早く設定されたほか、1968年には主成分の鉛と砒素の残留基準が食品四品目（リンゴ、ブドウ、キュウリ、トマト）において設定。
さらに1971年には作物残留性農薬として散布回数や使用期間に制限を受けた。1978年には農薬登録が失効したが、その後も熊本県などで無登録農薬として販売され、警察の摘発を受けた。

## 合成
硝酸鉛(II)とヒ酸との反応により生成される。
{\displaystyle {\ce {Pb(NO3)2(aq)\ + H3AsO4(aq) -> PbHAsO4\ + 2HNO3(aq)}}}

## 安全性
日本の毒物及び劇物取締法では毒物に分類されている。ラットに経口投与した場合の半数致死量 (LD50) は80 mg/kg。ヒ素の化合物であり、発癌性の恐れがある。不燃性であるが、加熱により分解し、ヒ素や鉛を含む有毒ガスが生じる。